# PhpPgAdmin
phpPgAdmin est une application Web réalisée en langage PHP destinée à faciliter la gestion du SGBD PostgreSQL. Ce logiciel libre est distribué sous licence GNU GPL.
phpPgAdmin a commencé comme un fork de phpMyAdmin. Les services proposés par ces deux applications sont similaires.